# Brittney Arndt
Brittney Arndt (* 18. Juli 1998) ist eine US-amerikanische Rennrodlerin.

## Privates und Anfänge im Rodelsport
Brittney Arndt ist das Kind zweier Feuerwehrleute. Sie hat einen Bruder. Sie stammt aus einer Fußballerfamilie, ihr Vater und ihr Onkel haben den Sport halbprofessionell betrieben. In ihrer Kindheit wohnte sie unter anderem in Florida, später in Utah. In Park City besuchte sie gemeinsam mit ihrer Rodelkollegin Ashley Farquharson die Ecker Hill Middle School. In Kontakt mit dem Rodelsport kam sie über eine Freundin, die Schwester des US-Nationalkaderrodlers Anthony Espinoza war. Im Herbst 2010 begann sie im Alter von 12 Jahren im Rahmen eines außerschulischen Programms ihrer Schule mit dem Rodeln. Ihr erster Trainer war John Owen.
Arndt ist mit dem US-Bobpiloten Codie Bascue liiert. Sie lebt in Park City.

## Juniorinnen
Arndt bestritt ihre erste internationale Juniorinnen-Saison 2014/15. Nach dem Debüt mit zwei Rennen in Whistler mit den Rängen sechs und acht wurde sie auf ihrer Heimbahn in Park City Siebte. Daran schlossen sich die ersten Rennen in Übersee an. Hier bestritt sie die ersten Rennen in Lillehammer bei den Juniorenweltmeisterschaften 2015, bei denen sie 27. wurde. Es folgten Rennen in Oberhof und Igls, die sie als 16. und 13. beendete. In der Gesamtwertung des Jugend-A-Weltcups belegte sie den zehnten Platz.
Die Saison 2015/16 verbrachte Arndt in Europa. Zunächst trat sie im Jugend-A-Weltcup an und wurde 20. in Lillehammer, 32. in Sigulda und 17. am Königssee. Danach rückte sie in den Juniorinnen-Weltcup auf und fuhr in Igls auf Platz 12, wurde 20. in Altenberg und 15. in Oberhof. Für die Olympischen Jugend-Winterspiele 2016 in Lillehammer konnte sie sich gegen Ashley Farquharson nicht durchsetzen.
2016/17 begann sie mit starken Rennen in Calgary. Nach einem achten Rang zum Saisonauftakt gewann sie zwei Tage später ihr erstes Rennen und wurde zudem mit Sean Hollander sowie dem Doppelsitzer Dana Kellogg und Duncan Segger Dritte mit der Teamstaffel. Auch nach dem Wechsel nach Europa setzte sie mit einem sechsten Platz in Igls fort. Ein 18. Rang in Oberhof war zunächst ein Rückschlag, doch schon bei den Juniorenweltmeisterschaften 2017 in Igls kam sie bei einem Sieg von Jessica Tiebel als Achtplatzierte wieder unter die besten Zehn. Auch für die restlichen Weltcuprennen der Saison hielt sie diesen Leistungsbereich. In Altenberg fuhr sie auf Rang zehn im Einzel und wurde Siebte mit der Staffel. In Winterberg erreichte sie in diesen Wettbewerben die Ränge sieben und acht. In der Gesamtwertung belegte sie hinter Tiebel, Tatjana Zwetowa und Kristina Schamowa den vierten Platz.

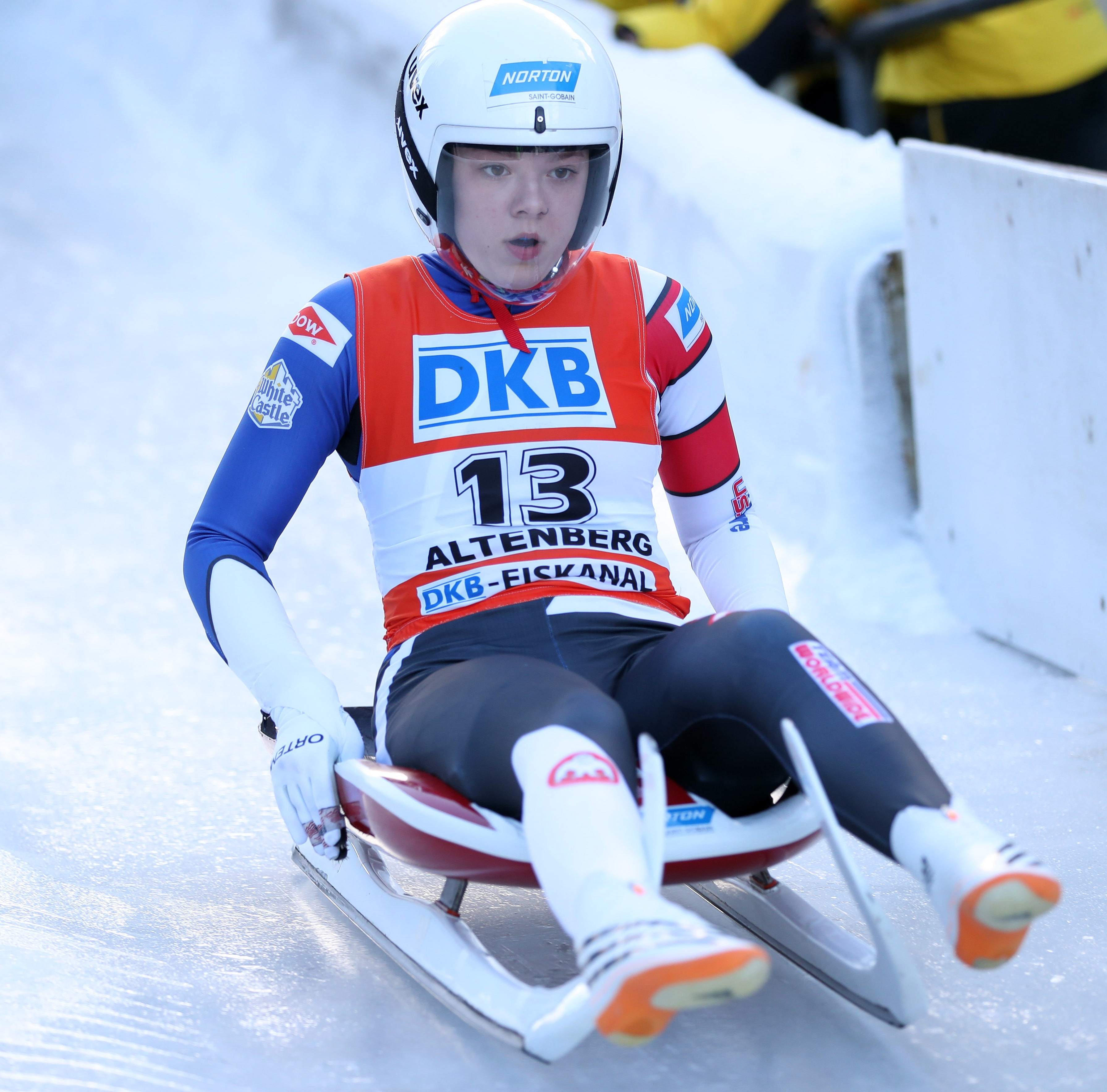
Am Start bei den Juniorenweltmeisterschaften 2018 in Altenberg

Die Saison 2017/18 war Arndts Letzte bei den Juniorinnen. Zunächst gehörte sie neben Emily Sweeney, Summer Britcher, Raychel Germaine und Ashley Farquharso zur Trainingsgruppe der potenziellen Athletinnen für die Olympischen Winterspiele 2018, bestritt die Saison dann jedoch weiter bei den Juniorinnen. Sie tat sich schwer, in die Saison zu kommen und an die Leistung der Vorsaison anzuknüpfen. Zum Saisonauftakt wurde sie in Oberhof in zwei Einzelrennen 15. und 16. Nach einem kleinen Hoch am Königssee mit Platz acht verpasste sie in zwei Rennen in Igls als 17. und 12. die Top-Ten-Ränge erneut und wurde auch mit der US-Teamstaffel nur Sechste. Auch zum Saisonfinale in Winterberg belegte Arndt mit den Rängen 19 im Einsitzer-Rennen und Platz sieben mit der Staffel nur mittelmäßige Platzierungen. Die Gesamtwertung beendete sie als 15. Bessere Leistungen konnte sie zum Saisonhöhepunkt, den Juniorenweltmeisterschaften 2018 in Altenberg, bringen. Dort wurde Arndt im Einzelrennen und mit der Staffel Siebte wurde. 2018 wurde Arndt US-Juniorenrodlerin des Jahres.

## Frauen

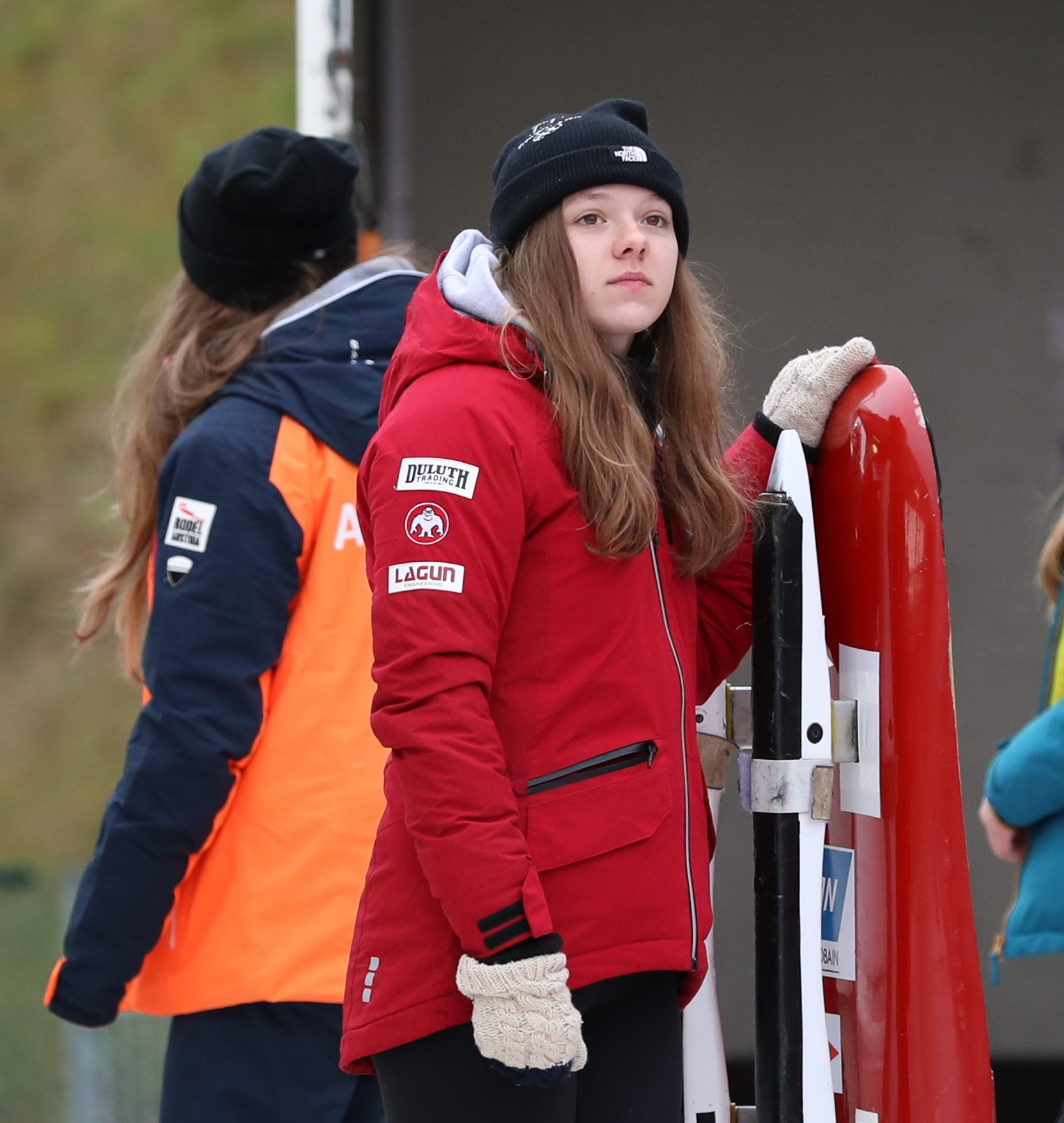
Arndt verfolgt das Sprintrennen zum Saisonauftakt in Igls

Arndts erste Saison bei den Frauen 2018/19 begann mit für eine neue Starterin starken Leistungen. Nachdem sie sich als Zehnte des Nationencups für das Hauptrennen qualifizieren konnte, fuhr sie dort auf den 17. Platz und verpasste damit ihr erstes Sprintrennen der besten 15 um nur zwei Ränge. Es folgte die vorweihnachtliche Weltcup-Tour in Nordamerika. Zunächst begann sie in Whistler stark als Fünfte der Qualifikation, konnte diese Leistung aber als 26. des Weltcuprennens nicht durchweg bestätigen. In Calgary wurde Arndt 15. Es folgten die ersten Einsätze im Weltcup auf einer US-Bahn. In Lake Placid qualifizierte sie sich erneut mit einer sehr guten Leistung als Vierte des Nationencups für das Hauptrennen und schaffte dort mit Rang sechs ihre erste Top-Ten-Platzierung im Weltcup. Es waren zugleich die Amerika-Pazifikmeisterschaften 2018, in deren Wertung sie hinter Emily Sweeney und Summer Britcher Dritte wurde und damit die Bronzemedaille gewann. Zudem qualifizierte sie sich erstmals für ein Sprintrennen und wurde in diesem Fünfte. Es folgten danach noch zwei Rennen, in Königssee und Sigulda, bei denen Arndt 19. und 16. wurde. Danach wurde sie wie ihre junge Kollegin Raychel Germaine von den Trainern für die restlichen drei Stationen der Saison aus dem Weltcup genommen. Mit 217 Punkten war sie am Ende 20. der Weltcup-Gesamtwertung der Saison.

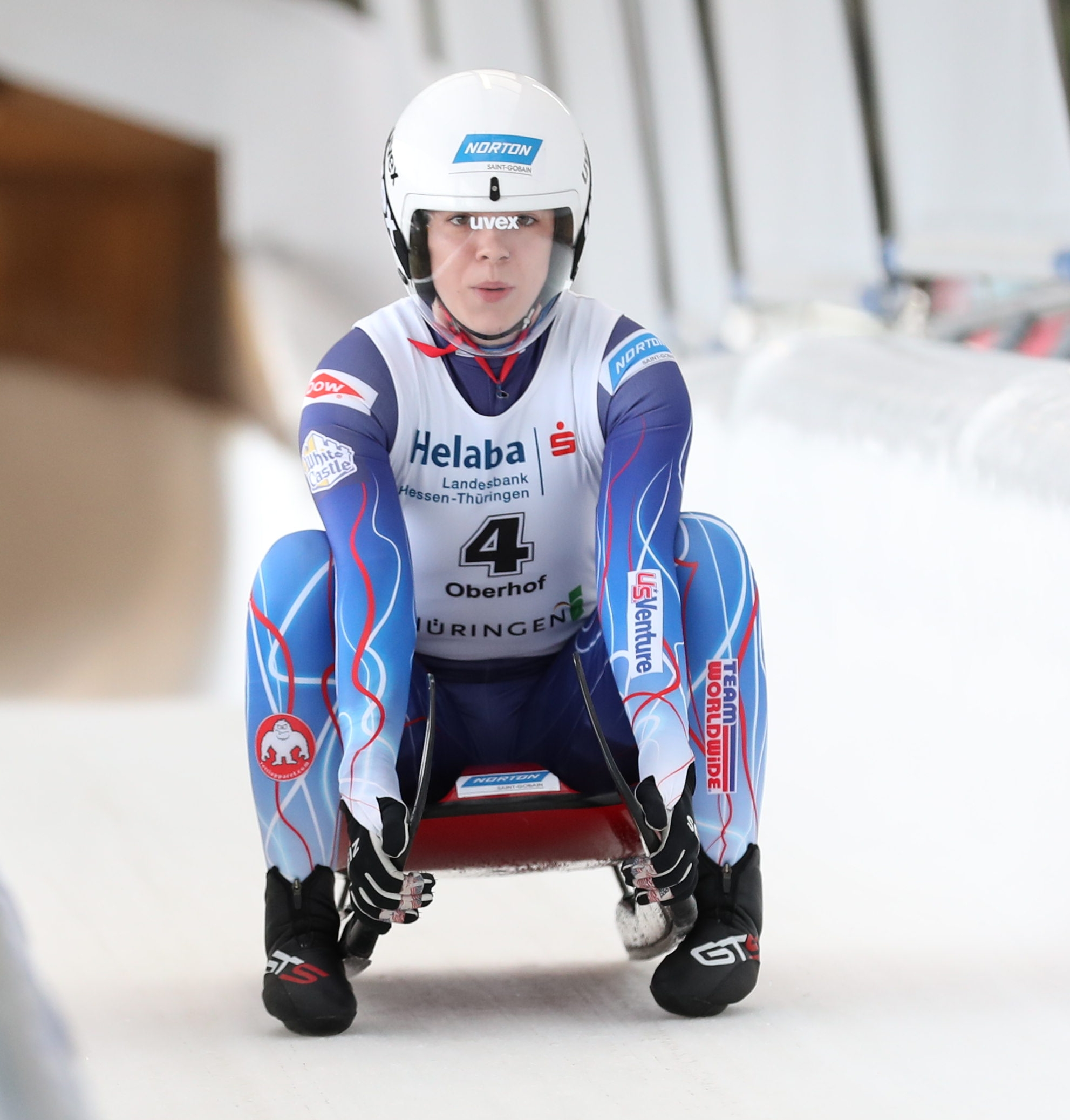
Arndt im Ziel des Weltcuprennens von Oberhof, Januar 2020

Bei den US-Meisterschaften gewann Arndt 2019 die Bronzemedaille. Schon im Jahr zuvor war sie bei den Startmeisterschaften hinter Britcher Vizemeisterin. An die Leistungen der Vorsaison konnte Arndt 2019/20 nicht anknüpfen. In Igls stieg sie als 13. achtbar in die Saison ein, stürzte danach aber in Lake Placid. In Whistler belegte sie Platz 19, in der gleichzeitigen Wertung der Amerika-Pazifikmeisterschaften 2019 war sie Sechste. In Altenberg verpasste Arndt erstmals als 19. im Nationencuprennen das eigentliche Weltcuprennen. Es folgte das beste Saisonergebnis. In Lillehammer erreichte sie als Zweitplatzierte des Nationencup-Rennens hinter Ulla Zirne erstmals das Podest, im folgenden Weltcuprennen erreichte sie den neunten Platz und damit sie einzige Top-Ten-Platzierung der Saison. Auf der als schwer zu fahrend geltenden Bahn von Sigulda wurde sie 23., in Oberhof nach einem guten vierten Rang in der Qualifikation im Nationencup 16. Es folgten die ersten Weltmeisterschaften. In Sotschi fuhr Arndt auf den 17. Platz und belegte in der separaten U-23-Wertung den achten Platz. In Winterberg verweigerte das US-Team aufgrund der gefährlichen Bahn aufgrund schwieriger Wetterbedingungen den Start. Auch Arndt äußerte sich offen kritisch zum Verhalfen des Rodel-Weltverbandes Fédération Internationale de Luge de Course in diesem Zusammenhang. Zum Abschluss der Saison schon mit der beginnenden COVID-19-Pandemie vor Augen belegte Arndt Rang 14. In der Gesamtwertung des Weltcups wurde sie mit 173 Punkten 21., in der Gesamtwertung des Nationencups belegte sie hinter Raluca Strămăturaru und ihrer früheren Schulkameradin Ashley Farquharson den dritten Rang.
Für die Saison 2020/21 wurde Arndt erneut in das Weltcupteam der USA berufen. Aufgrund der COVID-19-Pandemie verzichtete das Team jedoch auf den Start bei den ersten vier Weltcups der Saison und stieg erst zum Neujahrsweltcup am Königssee ein. Mit Platz 9 im Nationencup gelang dort problemlos die Qualifikation für das Weltcup-Rennen, wo Arndt anschließend den 16. Platz belegte. in Sigulda reichte ein 16. Platz im Nationencup knapp für die Qualifikation, im Weltcup-Rennen gelang eine Steigerung und Platz 12. Bei der Weltcup-Station Oberhof II folgte mit Platz 7 im Nationencup eine Leistungssteigerung, im Weltcup reichte es jedoch nur zu Platz 19. Igls verlief etwas besser: Nach Rang 5 im Nationencup, folgten Platz 15 in der klassischen Disziplin und Platz 13 im Sprint. Bei den Weltmeisterschaften 2021 am Königssee, dem Saisonhöhepunkt, folgte jedoch erneut eine schwächere Leistung; die Qualifikation für den Sprint misslang, in der klassischen Disziplin reichte es nur zum 19. Rang, der Platz 7 in der U23-Wertung bedeutete. Beim von widrigen Witterungsbedingungen geprägten Weltcupfinale in St. Moritz–Celerina wurde sie im Nationencup Neunte und 26. im Weltcup. Diese Ergebnisse bedeuteten schlussendlich bei 150 Punkten Platz 25 in der Gesamtweltcup-Wertung und mit 204 Punkten Platz 19 im Nationencup.
In der Saison 2022/23 gelang ihr beim Sprintrennen auf ihrer Heimbahn in Park City als Dritte der erste Podiumsplatz ihrer Karriere.

## Statistik
Platzierungen im Gesamtweltcup
| Saison  | Platz | Punkte | Nationencup |
| ------- | ----- | ------ | ----------- |
| 2018/19 | 20.   | 217    | 13.         |
| 2019/20 | 21.   | 173    | 03.         |
| 2020/21 | 25.   | 150    | 19.         |
| 2021/22 | 29.   | 110    | 13.         |
| 2022/23 | 18.   | 222    | 18.         |

## Einzelbelege
1. ↑  eurosport.com. Abgerufen am 19. Juli 2020.
2. ↑  ken: Getting to Know … Brittney Arndt. In: Sliding on Ice. 1. Juni 2020, abgerufen am 19. Juli 2020 (englisch).
3. ↑  Brittney Arndt’s gold medal highlights USA Luge effort in opening Junior World Cups. In: Team Worldwide. 5. Dezember 2016, abgerufen am 19. Juli 2020 (amerikanisches Englisch).
4. ↑  Brittney Arndt. In: Team USA. Abgerufen am 25. Dezember 2022.
5. ↑  USA Luge announce new board members and award winners. Abgerufen am 19. Juli 2020.
6. ↑  Gustafson, Britcher win USA Luge national titles. 2. November 2019, abgerufen am 19. Juli 2020 (deutsch).
7. ↑  West and Britcher successfully defend USA Luge start crowns. Abgerufen am 19. Juli 2020 (englisch).
8. ↑  Eggert-Benecken win third straight doubles luge world title. Archiviert vom Original (nicht mehr online verfügbar) am 19. Juli 2020; abgerufen am 19. Juli 2020 (amerikanisches Englisch).  Info: Der Archivlink wurde automatisch eingesetzt und noch nicht geprüft. Bitte prüfe Original- und Archivlink gemäß Anleitung und entferne dann diesen Hinweis.
9. ↑  Young Park City sliders ready to take on the world luge championships | News Break. Archiviert vom Original (nicht mehr online verfügbar) am 20. Juli 2020; abgerufen am 19. Juli 2020 (englisch).  Info: Der Archivlink wurde automatisch eingesetzt und noch nicht geprüft. Bitte prüfe Original- und Archivlink gemäß Anleitung und entferne dann diesen Hinweis.
10. ↑  Tim Reynolds: US, others pull out of Luge World Cup, citing safety. 21. Februar 2020, abgerufen am 19. Juli 2020 (englisch).
11. ↑  Plans on ice: USA Luge's Mazdzer wondering what comes next. Archiviert vom Original (nicht mehr online verfügbar) am 21. Juli 2020; abgerufen am 21. Juli 2020.  Info: Der Archivlink wurde automatisch eingesetzt und noch nicht geprüft. Bitte prüfe Original- und Archivlink gemäß Anleitung und entferne dann diesen Hinweis.
12. ↑  Brendan Farrell: Parkite’s third-place finish caps off strong day for U.S. women’s singles luge. In: Park Record. 19. Dezember 2022, abgerufen am 25. Dezember 2022 (amerikanisches Englisch).

| Personendaten    | Personendaten                 |
| ---------------- | ----------------------------- |
| NAME             | Arndt, Brittney               |
| KURZBESCHREIBUNG | US-amerikanische Rennrodlerin |
| GEBURTSDATUM     | 18. Juli 1998                 |